# Grégoire d'Elvire
Grégoire d'Elvire, aussi connu sous le nom de Grégoire de Bétique (en latin Gregorius Illiberitanus), est un exégète, théologien, élu évêque d'Elvira vers 359, surnommé "El Solitario de Belén", né probablement en Espagne après 301 et mort après 392.

## Biographie
Grégoire apparaît pour la première fois comme évêque d'Elvira (Illiberis) en 357. Il est mentionné dans le « Libellus precum ad Imperatores » luciférien comme le défenseur du credo de Nicée, après que l'évêque Ossius de Cordoue eut donné son assentiment à Sirmium à la deuxième formulation sirmienne de la doctrine, en l'an 357. Il se révéla en tout cas un ardent opposant à l'arianisme. Alors qu'il venait d'être élu récemment évêque d'Elvira, il défendit le credo de Nicée au Concile de Rimini, en 359, et refusa d'entrer en relations ecclésiastiques avec les évêques ariens Ursace de Singidunum et Valens de Mursa. Il adopta, en fait, l'opinion extrême, commune à l'évêque Lucifer de Calaris (Cagliari), qu'il était illégal de faire des avances à des évêques ou à des prêtres qui, à un moment quelconque, avaient été associés à l'arianisme, ou d'entretenir une quelconque communion religieuse avec eux. Ce parti luciférien trouva des adeptes en Espagne, et à la mort de Lucifer (370 ou 371), Grégoire d'Elvire devint le chef et le précurseur du mouvement. Telle est du moins la mention qu'on trouve de lui dans le Libellus precum cité plus haut, ainsi que dans la chronique de saint Jérôme. Cependant, les progrès réalisés en Espagne ne furent pas considérables.
Grégoire trouva aussi du temps pour des travaux littéraires. C'est l'auteur espagnol le plus important du IVe siècle. Saint Jérôme dit de lui qu'il écrivit, jusqu'à un âge très avancé, une diversité de traités composés dans un langage simple et ordinaire (mediocri sermone), et produisit un excellent livre (elegantem librum), De Fide, qui existerait encore aujourd'hui. Le livre De Trinitate seu de Fide (Rome, 1575), qui fut attribué à Grégoire d'Elvire par Achilles Statius, son premier éditeur, n'est pas de sa plume, mais a été écrit en Espagne à la fin du IVe siècle. D'autre part, les premiers historiens de la littérature, par exemple Quesnel, et plus récemment Dom Germain Morin, lui ont attribué le traité De Fide orthodoxa, qui est dirigé contre l'arianisme et figure parmi les œuvres de saint Ambroise et de Vigile de Thapsus.
On peut en dire autant des sept premiers des douze livres De Trinitate, dont la paternité a été attribuée à Vigile de Thapsus. Quelques commentateurs ont également cherché à prouver que Grégoire Bæticus était l'auteur du traité De Libris Sacarum Scripturarum, publié par Pierre Batiffol et André Wilmart comme l'œuvre d'Origène. Il a été impossible de déterminer avec certitude la paternité en question.
On conserve une lettre d'Eusèbe de Verceil qui lui fut adressée. Comme saint Jérôme, dans son De viris illustribus (en), écrit en 392, ne mentionne pas la mort de Grégoire, on peut supposer que ce dernier était encore vivant à cette époque. Il devait cependant être alors très âgé et ne pouvait en aucun cas avoir survécu longtemps à l'année 392. Par ailleurs son nom ne figure pas parmi ceux des signataires du Ier Concile de Tolède en 400.
Il est vénéré en Espagne comme un saint. Sa fête est célébrée le 24 avril.